# Mùa bão Tây Bắc Thái Bình Dương 1995
Mùa bão Tây Bắc Thái Bình Dương 1995 không có giới hạn chính thức; nó diễn ra trong suốt năm 1995, nhưng hầu hết các xoáy thuận nhiệt đới có xu hướng hình thành trên Tây Bắc Thái Bình Dương trong khoảng giữa tháng 5 và tháng 11. Những thời điểm quy ước phân định khoảng thời gian tập trung hầu hết số lượng xoáy thuận nhiệt đới hình thành mỗi năm ở Tây Bắc Thái Bình Dương.
Phạm vi của bài viết này chỉ giới hạn ở Thái Bình Dương, khu vực nằm ở phía Bắc xích đạo và phía Tây đường đổi ngày quốc tế. Những cơn bão hình thành ở khu vực phía Đông đường đổi ngày quốc tế và phía Bắc xích đạo thuộc về Mùa bão Đông Bắc Thái Bình Dương 1995. Bão nhiệt đới hình thành ở toàn bộ khu vực Tây Bắc Thái Bình Dương sẽ được đặt tên bởi Trung tâm Cảnh báo Bão Liên hợp  JTWC . Áp thấp nhiệt đới ở khu vực này sẽ có thêm hậu tố "W" phía sau số thứ tự của chúng. Áp thấp nhiệt đới trở lên hình thành hoặc đi vào khu vực theo dõi của Philippines cũng sẽ được đặt tên bởi Cục quản lý Thiên văn, Địa vật lý và Khí quyển Philippines  PAGASA . Đó là lý do khiến cho nhiều trường hợp, một cơn bão có hai tên gọi khác nhau.

## Tóm lược mùa bão
Có 31 xoáy thuận nhiệt đới hình thành trên Tây Bắc Thái Bình Dương trong năm 1995, 26 trong số chúng trở thành bão nhiệt đới, 8 đạt cường độ bão cuồng phong và 5 trong số đó đạt cường độ siêu bão cuồng phong.

## Các cơn bão

### Áp thấp nhiệt đới 01W
Một vùng nhiễu động nhiệt đới hình thành gần xích đạo ở phía Đông đường đổi ngày quốc tế vào ngày 29 tháng 12 năm 1994. Hệ thống không di chuyển trong vài ngày cho đến khi nó tận dụng được một chút nước biển ấm và điều kiện độ đứt gió từ yếu đến trung bình trong ngày 5 tháng 1 để có thể phát triển. JTWC đã phân loại nó là áp thấp nhiệt đới 01W khi nó vượt qua đường đổi ngày quốc tế đi vào khu vực Tây Bắc Thái Bình Dương trong sáng sớm ngày 7 tháng 1. Sau đó 01W di chuyển theo hướng Tây Bắc, đi vào khu vực có độ đứt gió theo chiều thẳng đứng mạnh cộng với nước biển lạnh, đối lưu yếu, và nó tan biến vào ngày 8 tháng 1.

### Bão Faye
Vào ngày 19 tháng 7, Bão nhiệt đới Faye đã trở thành cơn bão cuồng phong đầu tiên của mùa bão, trùng với thời điểm muộn thứ hai ghi nhận cơn bão cuồng phong đầu tiên của một mùa bão Tây Bắc Thái Bình Dương cùng với mùa bão năm 1977, chỉ sau cơn bão Otto của mùa bão năm 1998. Nó di chuyển theo hướng Tây Bắc và đạt vận tốc gió tối đa 120 dặm/giờ hai ngày sau. Faye chuyển hướng Bắc, sau đó suy yếu đi một chút, vận tốc gió giảm còn 110 dặm/giờ và với cường độ đó nó đổ bộ lên bờ biển phía Nam Hàn Quốc trong ngày 23. Có sáu người được báo cáo đã thiệt mạng, tổn thất là trung bình từ lũ lụt.

### Bão Helen (Karing) (bão số 3)
Helen đổ bộ miền Nam Trung Quốc vào ngày 12 tháng 8, nó gây ra lở đất và lũ lụt làm 23 người thiệt mạng.

### Bão nhiệt đới Janis (Etang)
Một rãnh gió mùa hoạt động đã phát triển ra bão nhiệt đới Janis. Nó hình thành trong ngày 17 tháng 8 và trở thành một cơn bão nhiệt đới vào ngày 21. Một áp thấp nhiệt đới khác ở phía Tây đã sáp nhập với cơn bão, khiến nó suy yếu (thường thì sau khi sáp nhập cơn bão sau đó sẽ tăng cường độ). Janis tiếp tục di chuyển theo hướng Tây Bắc, mạnh trở lại với vận tốc gió tăng lên 65 dặm/giờ trước khi đổ bộ vào vùng phía Đông của Trung Quốc. Sau đó nó vòng lại hướng Đông Bắc, đổ bộ khu vực gần Seoul, Hàn Quốc trong ngày 26. Cơn bão đem thêm mưa đến khu vực mới bị tấn công bởi cơn bão Faye một tháng trước đó, và làm 45 người chết, thiệt hại là 428,5 triệu USD.

### Bão Kent (Gening)
Một sóng nhiệt đới (sóng Đông) đã được JTWC phát hiện trong ngày 24. Sang ngày 25, nó được phân loại là áp thấp nhiệt đới 12W bởi JTWC. JMA cũng đồng thời nâng cấp nó là một áp thấp nhiệt đới vào cuối ngày hôm đó. Cùng thời điểm, PAGASA đã đặt tên cho 12W là Gening. Vào ngày 26 tháng 8, Gening mạnh lên thành một cơn bão nhiệt đới và nó được đặt tên là Kent bởi JTWC. Kent sau đó nhanh chóng mạnh lên thành một cơn bão cuồng phong vào ngày 27 và di chuyển chậm theo hướng Tây - Tây Bắc. Nó tiếp tục mạnh lên nhanh chóng, đạt cường độ tối đa là một siêu bão cấp 4 trong ngày 29, và áp suất trung tâm đã giảm xuống còn 945 mbar. Tiếp tục di chuyển theo hướng Tây - Tây Bắc, mắt của cơn bão đi qua đảo Basco của Philippines. Kent sau đó trải qua chu trình thay thế thành mắt bão vào cuối ngày hôm đó và bắt đầu suy yếu. Nó tăng tốc hướng về phía Trung Quốc khi cường độ đã giảm xuống dưới mức siêu bão. Kent đổ bộ vào Trung Quốc, khu vực cách Hong Kong 50 dặm về phía Đông Bắc trong ngày 31 tháng 8. Ngày 1 tháng 9, Kent biến mất và JTWC cũng như JMA đã ban hành những thông báo cuối cùng về cơn bão.
Kent làm chết 52 người, thiệt hại vật chất là 89 triệu USD (1995 USD).

### Bão Lois (bão số 5)
Bão số 5 đổ bộ vào khu vực Nam Thanh Hóa (trạm KT. Tĩnh Gia) ngày 30/8/1995. 

### Bão Oscar
Ở Tokyo, nhiều tòa nhà đã phải hứng chịu những thiệt hại nghiêm trọng do gió mạnh và vài tuyến đường cao tốc đã bị chặn. Có ít nhất 20 người bị thương bởi các mảnh vỡ, mảnh vật thể bay ở Nhật Bản. Một người thiệt mạng vì lở đất và một người khác chết đuối do lũ. Tổng cộng ở Nhật Bản có chín người chết do bão và 3 người khác được liệt kê mất tích. Thiệt hại là 612,3 triệu Yên (6,7 triệu USD).

### Bão Ryan (Luding) (bão số 7)
Một rãnh gió mùa đã tạo ra một áp thấp nhiệt đới trên Biển Đông trong ngày 14 tháng 9. Nó trôi dạt về phía Tây Bắc, trở thành một cơn bão nhiệt đới vào ngày 16 và một cơn bão cuồng phong vào ngày 19. Ryan mạnh lên nhanh chóng thành một siêu bão (vận tốc gió duy trì 1 phút từ 150 dặm/giờ trở lên) trong ngày 21 khi nó đã chuyển hướng Đông Bắc; cơn bão đầu tiên hình thành và đạt đến cấp độ đó tại Biển Đông. Siêu bão đi qua phía Nam Đài Loan, và suy yếu xuống còn là một cơn bão có vận tốc gió 110 dặm/giờ khi nó đổ bộ vào vùng Tây Nam Nhật Bản vào ngày 23. Có tất cả năm người thiệt mạng do bão.

### Bão nhiệt đới Sibyl (Mameng) (bão số 8)
Bão Sibyl khiến 108 người thiệt mạng và gây thiệt hại 38,5 triệu USD (1995 USD) khi nó đi qua khu vực miền Trung Philippines trong ngày 29. Sibyl thực sự đã mạnh lên khi nó đang vượt qua quần đảo nhờ thu hẹp diện tích gió. 

### Bão Zack (Pepang) (bão số 11)
Giống Sibyl, Zack mạnh lên khi đang đi qua miền Trung Philippines vào ngày 28 tháng 10. Cơn bão sau đó tiếp tục mạnh thêm trên Biển Đông; vận tốc gió tăng lên 140 dặm/giờ, tương đương bão cấp 4 trong thang bão Saffir-Simpson. Zack suy yếu xuống còn là một cơn bão có vận tốc gió 115 dặm/giờ và đổ bộ vào Việt Nam vào ngày 1 tháng 11. Zack làm 110 người chết và gây thiệt hại nặng nề từ lũ lụt.

### Bão Angela (Rosing) (bão số 12)
Một rãnh gió mùa, thứ đã phát triển ra Zack và Yvette, đã tạo ra một áp thấp nhiệt đới khác trong ngày 20 tháng 10. Nó di chuyển về phía Tây, tăng cường chậm, và trở thành một cơn bão nhiệt đới trong ngày 26. Hai ngày sau Angela mạnh lên thành bão cuồng phong, và từ ngày 31 tháng 10 đến ngày 1 tháng 11 Angela mạnh lên rất nhanh thành một siêu bão có vận tốc gió 185 dặm/giờ (295 km/giờ). Nó duy trì cường độ đó và đi về hướng Tây, đổ bộ vào Philippines sau khi đã suy yếu đi một chút với vận tốc gió còn là 160 dặm/giờ. Sau đó Angela di chuyển theo hướng Tây - Tây Bắc, đi vào vịnh Bắc Bộ, nơi mà gió trên tầng cao khiến nó tan biến vào ngày 7 tháng 11. Ở Philippines, Angela gây thiệt hại 9,3 tỉ Peso (trị giá năm 1995) và khiến 882 người thiệt mạng.
Angela rất có thể mạnh hơn Tip, trở thành xoáy thuận nhiệt đới mạnh nhất trong lịch sử. Qua phân tích ảnh vệ tinh và sử dụng phương pháp Dvorak cho thấy Angela có chỉ số Dvorak cao hơn, đồng thời nó thể hiện các đặc điểm ấn tượng hơn. Dù vậy, do thiếu các thông số trực tiếp đáng tin cậy, Tip cho đến nay vẫn chính thức được công nhận là cơn bão (xoáy thuận nhiệt đới) mạnh nhất từng ghi nhận trên Trái Đất.

### Áp thấp nhiệt đới 32/33W (Sendang)
Áp thấp nhiệt đới 32W và 33W, mặc dù trong quãng thời gian hoạt động được coi như hai xoáy thuận tách biệt, nhưng nó trên thực tế chỉ là một hệ thống. Đây là một trường hợp tương đối hiếm gặp thể hiện sự khó khăn trong việc theo dõi những hệ thống bão kém tổ chức. 32W phát triển trong ngày 30 tháng 11 ở phía Đông Philippines. Ở thời điểm hoạt động nó được cho là đã đi về hướng Đông Bắc và tan, và một khu vực mây đối lưu thứ hai ở phía Tây trở thành 33W. Nhưng thực ra, tại thời điểm mây đối lưu của 32W trở nên bất tổ chức và di chuyển về phía Đông Bắc, hoàn lưu trung tâm ở mực thấp của nó vẫn còn lại đằng sau và di chuyển về phía Tây. Và hoàn lưu này được chỉ định là 33W. Áp thấp nhiệt đới này tiếp tục di chuyển về hướng Tây - Tây Nam, đem đến mưa lớn cho Philippines vào ngày 4 và 5 tháng 12, khiến 14 người thiệt mạng. Một ví dụ tiêu biểu tương tự với trường hợp này đã xảy ra trước đây khi một cơn bão có hai tên gọi đó là bão nhiệt đới Ken-Lola của Mùa bão Tây Bắc Thái Bình Dương 1989.

## Tên bão
Năm 1995, bão ở Tây Bắc Thái Bình Dương được đặt tên bởi JTWC. Đây là năm cuối cùng mà những cái tên dưới đây được sử dụng. Cơn bão đầu tiên được đặt tên là Chuck và cuối cùng là Dan.
| - Chuck (9501) - Deanna (9502) - Eli - Faye (9503) - Gary (9504) - Helen (9505) - Irving (9506) | - Janis (9507) - Kent (9508) - Lois (9509) - Mark (9510) - Nina (9511) - Oscar (9512) - Polly (9513) | - Ryan (9514) - Sibyl (9515) - Ted (9516) - Val (9517) - Ward (9518) - Yvette (9519) - Zack (9520) | - Angela (9521) - Brian (9522) - Colleen (9523) - Dan (9524) |

### Tên bão ở Philippines
Cục quản lý Thiên văn, Địa vật lý và Khí quyển Philippines  PAGASA  sử dụng một danh sách tên riêng cho những xoáy thuận nhiệt đới (bão và áp thấp nhiệt đới) nằm trong khu vực mà họ theo dõi. Đây là danh sách tên giống với danh sách của mùa bão năm 1991, ngoại trừ tên Ulding đã được thay thế bởi Uring. Cái tên Rosing đã bị khai tử sau mùa bão này.
| - Auring (9502) - Bebeng (9504) - Karing (9505) - Diding (9506) - Etang (9507) | - Gening (9508) - Helming (9511) - Ising (9513) - Luding (9514) - Mameng (9515) | - Neneng (9517) - Oniang (9519) - Pepang (9520) - Rosing (9521) - Sendang | - Trining (9524) - Ulding - Warling - Yayang - Ading | - Barang - Krising - Dadang - Erling - Goying |

### Số hiệu tại Việt Nam
Ở Việt Nam một cơn bão (đạt cường độ bão nhiệt đới trở lên) sẽ được đặt số hiệu khi nó đi vào khu vực thuộc phạm vi theo dõi của Trung tâm Dự báo Khí tượng Thủy văn Việt Nam được xác định trên Biển Đông phía Tây kinh tuyến 120°Đ và phía Bắc vĩ tuyến 10°B. Số hiệu của bão được đặt theo số thứ tự xuất hiện của nó trong năm.
Dưới đây là các cơn bão được Trung tâm Dự báo Khí tượng Thủy văn Việt Nam đặt số hiệu trong năm 1995:
| - Bão số 1 (Deanna) (ra khỏi Biển Đông) - Bão số 2 (Gary) (đổ bộ Nam Trung Quốc) - Bão số 3 (Helen) (đổ bộ Nam Trung Quốc) - Bão số 4 (Irving) (đổ bộ Nam Trung Quốc) - Bão số 5 (Lois) (đổ bộ vào phía Nam tỉnh Thanh Hóa - trạm KT. Tĩnh Gia) - Bão số 6 (Nina) (đổ bộ Nam Trung Quốc) - Bão số 7 (Ryan) (ra khỏi Biển Đông) - Bão số 8 (Sibyl) (đổ bộ Nam Trung Quốc) - Bão số 9 (Ted) (đổ bộ Nam Trung Quốc) - Bão số 10 (Yvette) (đổ bộ Bình Định - trạm Quy Nhơn) - Bão số 11 (Zack) (đổ bộ Quảng Ngãi) - Bão số 12 (Angela) (tan ngoài khơi Ninh Bình - Thanh Hóa) |